# Бокс Елдер (Јужна Дакота)
Бокс Елдер (енгл. Box Elder) град је у америчкој савезној држави Јужна Дакота.

## Демографија
По попису из 2010. године број становника је 7.800, што је 4.959 (174,6%) становника више него 2000. године.
| Група             | 2000.         | 2010.         |
| Белци             | 2.327 (81,9%) | 5.901 (75,7%) |
| Афроамериканци    | 65 (2,3%)     | 398 (5,1%)    |
| Азијати           | 59 (2,1%)     | 171 (2,2%)    |
| Хиспаноамериканци | 101 (3,6%)    | 620 (7,9%)    |
| Укупно            | 2.841         | 7.800         |